# 崔玉忠
崔玉忠（1964年11月—），黑龙江海伦人，中国人民解放军海军中将。
曾任海军北海舰队航空兵参谋长。2013年7月，任海军参谋长助理。2016年3月，任海军南海舰队副司令员兼南海舰队航空兵司令员。2016年7月，改任海军东海舰队副司令员兼东海舰队航空兵司令员。2020年4月任海军副参谋长。2020年12月，升任东部战区副司令员。2021年6月，任海军副司令员。
2014年7月，晋升海军少将军衔。2020年12月，晋升海军中将军衔。中国共产党第十九次全国代表大会代表，中国共产党第十九届中央委员会候补委员。